# Регулы (Польша)
Регулы (пол. Reguły) — деревня в Польше, расположенная в Мазовецком воеводстве Прушковского повята гмины Михаловице. Город расположен на линии Варшавской пригородной железной дороги (пол. Warszawska Kolej Dojazdowa), в 5 километрах к востоку от города Прушкув и 11 километрах к юго-западу от Варшавы.

## История
С 1975 — по 1998 годы местность административно принадлежала Варшавскому воеводству.